# Alquería Barrinto

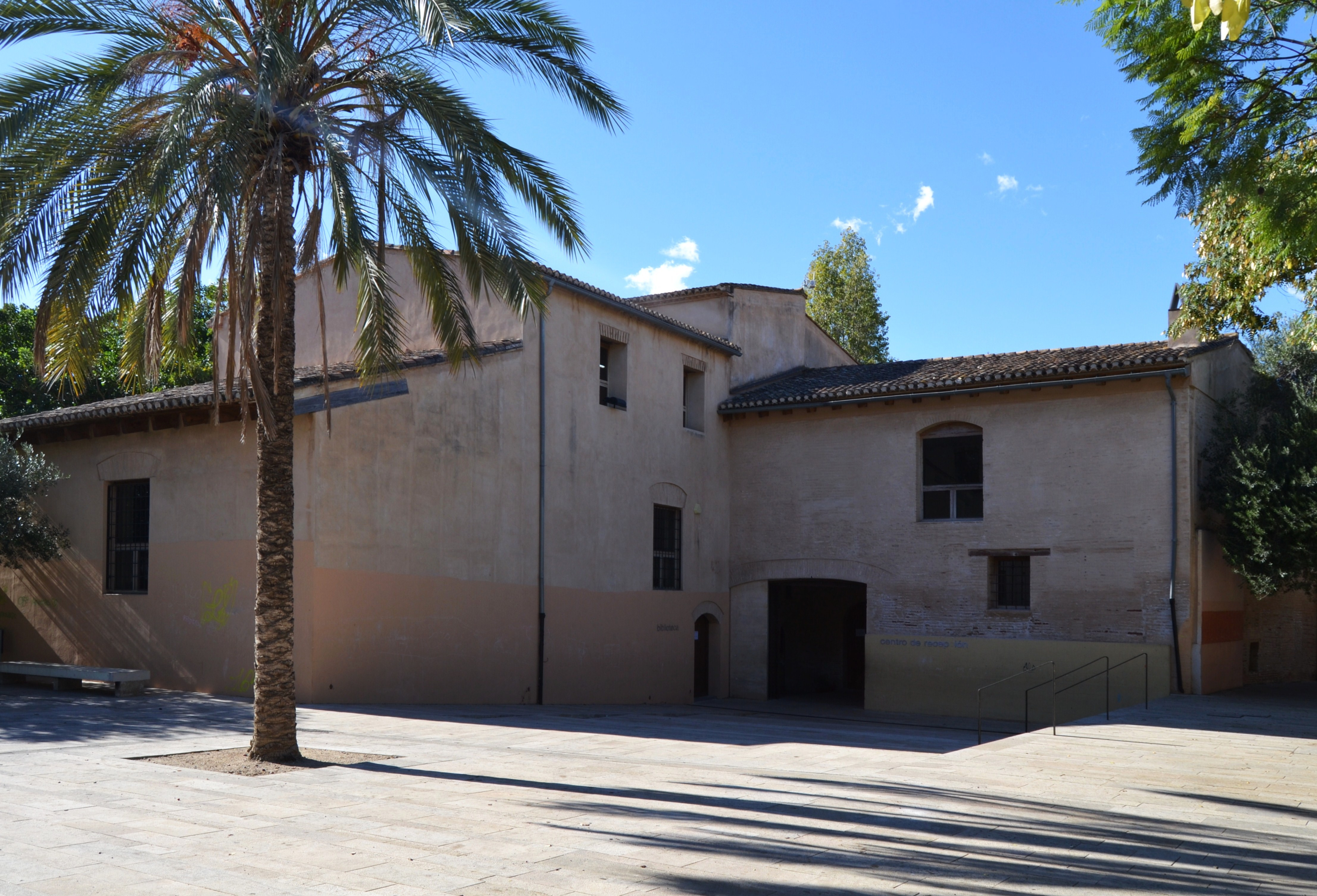

La arquitectura de la alquería Barrinto, situada en el camino de Montañana, en el término municipal de Valencia (España) y que data del siglo XIV, es el resultado de una remodelación que en el siglo XV transformó una antigua casa existente, construyéndose la actual alquería. 
La edificación se estructura a partir de un gran vestíbulo de gran altura, con viguetería policroma, a partir del cual se organizan las cocinas, salas principales, estancias de servicio, el ámbito agrario e incluso un sistema de lagar y bodegas. 
El cuerpo principal con las salas nobles de la vivienda señorial se sitúa al sur. Cuenta con salas de grandes dimensiones, las cuales cuentan con ventanales flanqueados por festejadores situados hacia el jardín y huerto. Se trata de salas que se articulan entre sí mediante pequeñas puertas de yeserías en sus extremos, a las que se accede desde el gran vestíbulo de acceso por una escalera de trazado corto, al modo de una entreplanta gótica.